# イヴァル・リスナー
イーヴァル・アルトゥル・ニコライ・リスナー （Ivar Arthur Nicolai Lissner、1909年4月23日-1967年9月4日）は、ドイツのジャーナリストおよび作家であり、第二次世界大戦におけるナチスのスパイとして知られる人物。日本におけるスパイ活動から逮捕収監され、終戦後に釈放された経歴を持つ。

## 前半生と教育
ドイツ系ユダヤ人の父ロベルト・リスナーと母シャルロッテ・リスナー（旧姓ゲンス）との間に生まれたイーヴァル・リスナーは、ユダヤ人祖先のバルト・ドイツ人であった。彼の父親はKommerzienrat（商業顧問官）であり、コルク工場や他の企業を所有する実業家であった。 第一次世界大戦を前に家族はモスクワに引っ越して、 1917年に彼らはヴォルガ地域に亡命し、戦後モスクワに戻った。戦後の政治的混乱の結果、家族はリガへそれからベルリンへと逃げ、リスナーはそこの高校に通っていた。彼はグライフスヴァルト、ベルリン、ゲッティンゲン、エアランゲン、リヨン（1931-1932年）そしてパリのソルボンヌで、語学、歴史、人類学、法律を学んだ。1936年4月、彼はエアランゲンで海外貿易法の博士号を取得した。

## 経歴
1933年4月1日、リスナーはあえて難題に取り組もうと決心し、ナチ党(NSDAP)に加入した。わずか1年後、リスナーは1932年初頭から党のメンバーであると主張し、1932年末以降はSSのメンバーであるふりをしていた。これは自分のユダヤ人という経歴を隠すと共に、自分が「アーリア人」ではないと疑われないようにするための嘘であった。
1935年に彼は最初の本『Blick nach Draußen』（外側を見よ）を出版して商業的には成功しなかったものの、体制に忠実という外面を作ることで望みの目標は果たした。この本を書くことにより、彼はドイツ人「価値感」の「大使」として自分自身を装うことが可能になったのである。1年後の1936年、イーヴァルの父ロベルト・リスナーはリガの聖ペテロ教会から偽造のアーリア人証明書(en)を入手することができた。このことはリスナー家により落ち着いた状況をもたらしたようである。イーヴァル・リスナーは自らの出版社Hanseatische Verlagsanstaltを代表して世界一周旅行を開始し、アメリカ、カナダ、極東や近東を訪れた。1936年と1937年に出版された彼の2冊目『Völker und Kontinente』（人々と大陸）と3冊目の本『Menschen und Mächte am Pazifik』（太平洋地域の人々と権力）は旅行記のような性格の書籍で商業的に成功した。この時期には珍しく、彼らは親国家社会主義の見解をだいぶ控え目にしている。リスナーは自分が勤める出版社の報道機関Hanseatic Serviceのために書いており、ハインツ・ヘーネによると、彼の記事のいくつかは 『デア・アングリフ』にも印刷されていた。
1937年1月にリスナーがドイツに戻った時、彼の父親ロベルトがゲシュタポによって逮捕された。彼らはリスナーがユダヤ人ではと疑ったが、それを証明することはできなかった。やがて彼の父親は体調不良で釈放された。この出来事の後で初めてリスナーは（ヘーネによると彼の父親逮捕までユダヤ人家系について全く知らなかったそうだが）国家社会主義から遠ざかるようになり、しかしロシアにおける経験の結果として反ソビエト姿勢を維持した。なお、ヘーネのこの説明はリスナーのWebサイトに掲載されている記事と矛盾する。こちらによるとリスナーは自分のユダヤ人起源について常に承知しており、親国家社会主義的な態度を決してとらなかったとある。
1938年に彼は、Hanseatische Verlagsanstalt社とアプヴェーア（ドイツの諜報機関）を代表してアジアに戻った。彼は朝鮮-ソビエト国境での日本の戦いについて報告し、日本の新聞にインタビューされ、ドイツ大使に情報を提供した。彼はまた日独間の軍事機関に接触を始め、1938年の満州滞在中には、極東のKGB局長ゲンリフ・サモイロヴィチ・リュシコフの亡命で通訳を務めた。彼はその記事を報道機関に公表する独占権を与えられた。1939年、日本にいる間の彼は『フェルキッシャー・ベオバハター』と『デア・アングリフ』の特派員を装った。彼はまた、プロパガンダ機関と東京にあるドイツ大使館との連絡も確立し（歴史家ヘーネは彼を非公式の大使館報道官だと記述している）、当時は東京におけるナチス協賛ドイツ人コミュニティの尊敬されるメンバーであった。1939年9月、ゲシュタポはあらためてリスナーの父親の事件を調査し、今回は信頼できる証拠があったとの確信により彼を逮捕した。その結果、リスナーは東京での地位を失い、彼をNSDAPから除名するための訴訟手続きが開かれた。リスナーはユダヤ人の父親をゲシュタポ刑務所から解放するようアプヴェーアに訴えた。この任務はカール・ザックとハンス・フォン・ドホナーニによりどうにか成し遂げられ、逮捕から3週間後にロベルト・リスナーが釈放された。ここ数カ月の間に、彼の妻シャルロッテはオークションで家具全てを売り払った。1940年半ばにロベルトとシャルロッテ・リスナーは上海に向けてドイツを去り、そこで弟のパーシー・リスナーはAEGのために働いた。リスナーの姉ジークリートは、リスナー家族全員がドイツを去ることが許されるというアプヴェーアの約束にもかかわらず、ベルリンに留まった。 1941年、彼女はゲシュタポによって殺害された。 
オイゲン・オット大使は、これは「リスナーが敵（連合国軍）に渡ってしまうのを防ぐための唯一の方法」だとドイツ外務省に訴えた後、「便宜上の理由で」さらに4ヶ月間リスナーを雇った。上海にあるドイツ大使館と日本のNSDAP指導者（"Landesgruppenleiter"）は、リスナーへの訴訟についてオットから絶えず知らされた。オットはまた彼のユダヤ人起源を理由に彼の国外追放を試みた。このことは満州におけるリスナー迫害の根拠となった。後にヨーゼフ・マイジンガーはオットの考えに基づいて、リスナーがソビエトのスパイであるという偽の告発を巡らせたようである。

## スパイ活動
1940年夏、ヘーネの言及によると、「ヴェルネル・シュルツ」は彼の父親を刑務所から解放すると約束した後でリスナーをアプヴェーアに採用し、弟のパーシーが勤務するAEGのある上海に彼と妻を連れて行った。彼らはまた、東京での彼の評判を取り戻すと約束した。
ヘーネのこの説明は誤りである。 リスナーのウェブサイトで発表された記事によると、ハインツ・ヘーネで言及している、リスナーのアプヴェーア採用に関する責任者たる「ハウプトマン・ヴェルネル・シュルツ」は、事実上「ハインツ・ヘーネの架空創作」が確定したと結論付けている。ヘーネはリスナーの親国家社会主義的な態度を転嫁するのに「ヴェルネル・シュルツ」を使ったようである。記事によると、リスナーはドイツの反ナチ運動に積極的であった。彼の工作員指揮者、フリードリッヒ・ブッシュ大尉は、強制収容所 (ナチス)から幾人かの社会民主主義者を救い、そして自分のために働いている工作員がまた連合軍の諜報機関のためにも働いていた事実にしばしば目を瞑った、誠実な反ナチであった。実際この記事に記載されている資料では、「ハウプトマン・シュルツ」の伝記はアプヴェーアの他の2人のメンバー、Julius Berthold Schultze博士とGideon Richard WernerSchülerの伝記の組み合わせであることが示されている。実際、リスナーは父親の最初の逮捕後よりずっと早くに（1938年に）採用された。その後リスナーは、新聞の特派員を偽って東アジアを旅行した。実際のところ彼は "Reichspressekammer"（ライヒ報道院）のメンバーではなかった。記事によると、この事実はヘーネによる関連した全ての箇所の削除と回想録でのイーヴァル・リスナー否定により、つまりはヘーネ自身の不適切な調査研究によって、隠蔽されていた。加えてヘーネは、リスナー回顧録でのエピローグにおいてイギリスの歴史家ディーキンに宛てたリスナーの手紙を誤って引用した。彼はこの間違った引用を、リスナーが「VB」とのいかなる関係も否定したことの「証拠」として使った。実際のところ、リスナーは新聞特派員として働くための前提条件である  "Reichspressekammer"のメンバーであることを否定しただけであり、33日間にわたって彼が「それら暴力団のために」働くふりをしたことが確認されている。 
ハルビンでドイツ人商人とロシア人亡命者の助けを借り、彼はシベリアまで及ぶスパイネットワークを構築した。 1940年9月、リスナーは海軍大将ヴィルヘルム・カナリスからソビエト連邦の侵略を防ぐために入手可能なすべての情報を提供するよう指示された。カナリスは極東におけるソビエト軍と司令官に関する詳細情報を自分に提供してくれたリスナーの仕事を非常に高く評価した。ただし、彼がリスナーから受け取った詳細情報はソビエト連邦との戦争の無意味さを示すものとなっていて、彼はヒトラーの本部を納得させることができなかった。1943年3月までに、リスナーのネットワークはアジア側ソビエト連邦と満州地域における唯一の情報源であった。
ドイツにて姉が殺害された後、リスナーは自分と上海にいる家族がドイツ市民と同等であるとの公式決定を取得するようアプヴェーアに要請した。1941年8月、リスナーは部分的に名誉回復された。彼の工作員統率者フリードリッヒ・ブッシュ大尉は、彼の要求が完全に認められたことをリスナーに知らせる電報を送った。これは実際には真実ではなかった。実際には、この決定はリスナー自身にのみ関するもので、上海にいる彼の家族には当てはまらなかった。しばらくしてハンス・フォン・ドホナーニはリスナーに真の決定と、戦後には法律のあらゆる強制力がユダヤ人の父ロベルト・リスナーに適用されることを密かに知らせた。このほぼ絶望的な状況で、リスナーの友人ヴェルネル・クローメが手助けになった。クローメはゾルゲ事件に関する情報を得るために東京で彼の連絡先を使った。
1941年10月、リヒャルト・ゾルゲはソビエトのスパイとして東京で逮捕された。同事件を日本警察の陰謀として軽視しようとしたオット大使を含む東京のナチス界隈で、彼は優れた関係を維持していた。またマイジンガーも失脚した。1942年3月23日にリスナーはこれらの事実を無電通信で送信し、上海にいる彼の家族にとって最大の脅威かつ最も危険な敵対者を排除した。そのニュースはベルリンの外務省でスキャンダルを引き起こし、オットの更迭につながった。ヨアヒム・フォン・リッベントロップ外務大臣はリスナーの今後の電報を検閲するよう命じ、彼はソビエト連邦との戦争勃発後、アプヴェーアへの最終的な通信の前にドイツ外務省の無線通信を使用しなければならなくなった 。リスナーは特派員としての仕事を再開することを許されず、彼は党の会員資格を取り戻すことができなかった。 彼の日本側での正式な地位は回復されておらず、アプヴェーアは彼を助けることができなかった。
リスナーは自身の伝説を築こうとして、最高位のゲシュタポ高官であると主張した（満州の日本人には、自分自身を極東のゲシュタポ局長だとさえ彼は説明していた）。これはドイツの当局者によって、東京の政府および日本にあるゲシュタポの実際の長であるSS大佐ヨーゼフ・マイジンガーに報告された。監視員は、リスナーが定期的にハルビンのソビエト領事館を訪問する点に着目した。彼はソビエトと情報を交換していたのである。この事実は既知のもので、かつアプヴェーアもそれに同意していた。そのためマイジンガーは事を荒立てぬよう厳命されていた。しかし彼は、リスナーを日本の秘密諜報機関に対する「ソビエトのスパイ」だと糾弾することに決めた。

## 逮捕
1943年6月、リスナーは同僚のジャーナリストで友人のヴェルネル・クローメ、彼の日本人秘書およびドイツ人秘書と共に逮捕された。彼は憲兵 (日本軍)に引き渡され日本の刑務所で2年間を過ごした。彼はひどい拷問を受け、時には自殺を望むこともあった。彼は後に日本の法廷で無罪になり、終戦時に釈放された。
戦後、リスナーは1949年からシュプリンガー・フェアラークによって出版されたイラスト雑誌『Kristall』の編集長を務めた。1956年初頭まで彼は編集長を務めた。彼はミュンヘンに行き、その後パリに行き、そこで彼は『パリ・マッチ(en)』の作家になった（「偉大な歴史作家」との肩書で）。リスナーは『Wir sind das Abendland（我々は西側だ）』『Wir alle suchen das Paradies（我々はみな楽園を求める）』『Rätselhafte Kulturen（神秘的な文化）』を含む幾つかの文化的および歴史的な書籍の著者となった。同書籍は多くの言語に翻訳され、ベストセラーになった。戦後間もない日本にいる時に彼は回顧録を英語で書き始めたが、未完のまま死去している（1940年だけ書いてある）。1975年に出版された第2版には、ハインツ・ヘーネによるエピローグが含まれている。
リスナーは女優のルート・ニーハウス(en)と結婚し、娘イーモゲン（現イーモゲン・ヨヘム）を授かった。
1967年にスイスのモントルーにあるシュジエール・シュル・オロンで死去。

## 著作物

### 英訳版
- 『The Living Past』[22][23]

### ドイツ語作品
- 『Blick nach Draußen. Frankreich, USA, England heute』. Hanseatische VA, Hamburg 1935.
- 『Glaube, Mythos, Religion』. Gondrom Verlag, Bindlach 1990, ISBN 3-8112-0641-9.
- 『Haftungsbeschränkung des Einzelkaufmanns nach ausländischem Recht』. Pöppinghaus Verlag, Bochum 1936 (Dissertation, Universität Erlangen 1936).
- 『Mein gefährlicher Weg. Vergeben, aber nicht vergessen』. Droemer Knaur, München 1975, ISBN 3-426-00396-1 (Autobiography, with epilogue Der Fall Lissner by Heinz Höhne, pp. 221-272).
- 『Der Mensch und seine Gottesbilder』. Walter-Verlag, Olten 1982, ISBN 3-530-52709-2.
- 『Menschen und Mächte am Pazifik』. 5. Aufl. Hanseatische VA, Hamburg 1943.
- 『Die Rätsel der großen Kulturen』. Dtv, München 1979, ISBN 3-423-01498-9 (former title Rätselhafte Kulturen).
- 『So habt Ihr gelebt. Die großen Kulturen der Menschheit』. Neuaufl. Dtv, München 1977, ISBN 3-423-01242-0.
- 『So lebten die römischen Kaiser. Von Macht und Wahn der Cäsaren』. Dtv, München 1980, ISBN 3-423-01263-3 (former title Die Cäsaren).
- 『So lebten die Völker der Urzeit』. Walter-Verlag, Olten 1975, ISBN 3-530-52708-4 (former title Aber Gott war da).
- 『Wir alle suchen das Paradies. ein Vermächtnis』. Ullstein, Frankfurt/M. 1977, ISBN 3-548-03329-6.
- 『Wir sind das Abendland. Gestalten, Mächte und Schicksale durch 7000 Jahre』. Gondrom Verlag, Bindlach 1993, ISBN 3-8112-1065-3 (Nachdr. d. Aufl Olten 1966).